# حساب السنين (فلم)
حساب السنين هو فيلم دراما مصري من إخراج أحمد السبعاوي في أول تجربة إخراجية له،  وبطولة محمود عبد العزيز، ميرفت أمين، فريد شوقي، صفية العمري وزهرة العلا، صدر الفيلم في 6 نوفمبر 1978.

## نبذة
يعجب عماد بميرفت في صمت فهو دون مستوى أسرتها الاجتماعي، يسافر إلى الخارج للحصول على الدكتوراه وعندما يعود يفاجأ باتفاقها مع أخيه علاء على الزواج رغم معارضة أخيها نشأت، يحاول إقناع نادية بالتخلص من الجنين، فهما متزوجان زواجًا عرفيًا، إذ أنها شقيقة عباس العامل في مصنعه.

## طاقم العمل
- محمود عبد العزيز بدور عماد متولى حسين
- ميرفت أمين بدور ميرفت صبري
- فريد شوقي بدور نشأت صبري
- صفية العمري بدور نادية الشربيني
- زهرة العلا بدور فاطمة

## وصلات خارجية
- حساب السنين على موقع الدهليز
- حساب السنين على موقع قاعدة بيانات الأفلام العربية